# Волче (община Брод)
Волче или книжовно Вълче (на македонска литературна норма: Волче) е село в Северна Македония, в община Брод (Македонски Брод).

## География
Селото се намира в областта Поречие в източните склонове на Добра вода.

## История
В XIX век Волче е село в Поречка нахия на Кичевска каза на Османската империя. В „Етнография на вилаетите Адрианопол, Монастир и Салоника“, издадена в Константинопол в 1878 година и отразяваща статистиката на населението от 1873 година, Вълче (Valtché) е посочено като село с 11 домакинства с 45 жители българи.
Според статистиката на Васил Кънчов („Македония. Етнография и статистика“) от 1900 година Вълче е населявано от 85 жители българи християни.
На Етнографската карта на Битолския вилает на Картографския институт в София от 1901 година Вълче е чисто българско село в Кичевската каза на Битолския санджак с 30 къщи.
Цялото село в началото на XX век е сърбоманско. Според митрополит Поликарп Дебърски и Велешки в 1904 година във Волче има 18 сръбски къщи. По данни на секретаря на Българската екзархия Димитър Мишев („La Macédoine et sa Population Chrétienne“) в 1905 година във Вълче има 144 българи патриаршисти сърбомани.
След Междусъюзническата война в 1913 година селото попада в Сърбия.
На етническата си карта на Северозападна Македония в 1929 година Афанасий Селишчев отбелязва Волче като българско село.
Според преброяването от 2002 година селото има 7 жители македонци.
Църквата в селото е „Свети Архангел Михаил“.